# Stomatocolpodia fermita
Stomatocolpodia fermita är en tvåvingeart som beskrevs av Fedotova och Vasily S. Sidorenko 2005. Stomatocolpodia fermita ingår i släktet Stomatocolpodia och familjen gallmyggor. Inga underarter finns listade i Catalogue of Life.